# Arcidiocesi di Uppsala
L'arcidiocesi di Uppsala è un'arcidiocesi luterana svedese con sede a Uppsala.
L'arcivescovo di Uppsala è il primate della Chiesa di Svezia. A tale carica si sono succeduti ininterrottamente ecclesiastici dal 1164, prima durante l'era cattolica, poi durante il luteranesimo dopo gli anni 1530.

## Visione storica

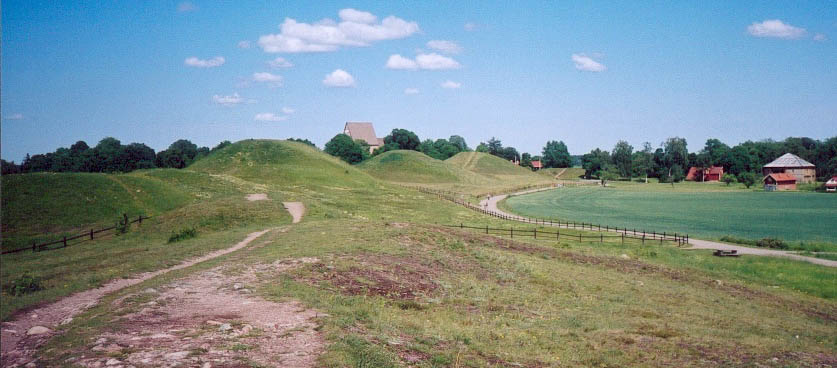
Gamla Uppsala

Ci sono stati vescovi ad Uppsala dai tempi del Re Ingold il vecchio, nell'XI secolo. Essi erano governati dall'arcivescovo di Amburgo-Brema, prima che Uppsala divenisse arcidiocesi nel 1164. L'arcivescovo di Lund (che all'epoca apparteneva alla Danimarca) fu dichiarato primate di Svezia, il che significava che aveva il diritto di scegliere e ordinare l'arcivescovo di Uppsala porgendogli il pallio. Allo scopo di ottenere l'indipendenza, Folke Johansson si recò a Roma nel 1274 per essere ordinato direttamente dal Papa. Il ricorso a questa pratica andò aumentando, al punto che nessun arcivescovo di Uppsala si recò a Lund dopo Olov Björnsson, nel 1318. Nel 1457, l'arcivescovo Jöns Bengtsson ottenne di poter dichiarare se stesso primate di Svezia.
Uppsala, che all'epoca era un villaggio, si trovava a due miglia a nord della città attuale, in quella che attualmente è conosciuta come Gamla Uppsala (in svedese, la "vecchia Uppsala"). Nel 1273, l'arcidiocesi fu trasferita presso la città mercantile di Östra Aros, da allora denominata Uppsala, e con essa le reliquie del sovrano Erix il Santo.
Nel 1531, Laurentius Petri fu nominato arcivescovo da re Gustavo I Vasa, che sottrasse il privilegio al Papa, rendendo, di fatto, protestante la Svezia. L'arcivescovo fu allora definito primus inter pares. L'arcivescovo è anche vescovo della sua diocesi. Non ha maggiore autorità rispetto a quella di altri vescovi, sebbene le sue parole abbiano una eco più ampia. Nel 2000, l'arcivescovo di Uppsala fu affiancato nella diocesi da un vescovo di Uppsala.

## Arcivescovi

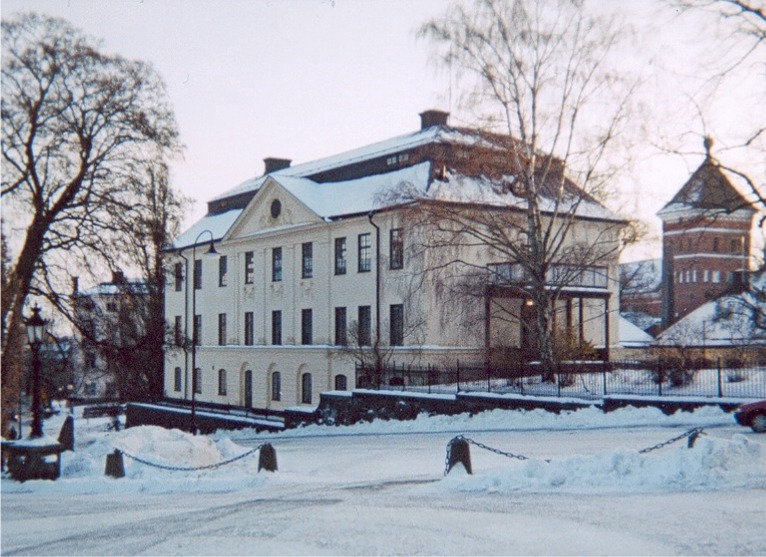
Il Palazzo dell'Arcivescovo a Uppsala, disegnato nel XVIII secolo dall'architetto Carl Hårleman, ma costruito su fondamenta preesistenti.

Le opere degli arcivescovi si estendevano in tutte le direzioni. Alcuni erano semplici pastori, come Jarler; altri furono canonisti di rilievo, come Birger Gregersson e Olov Larsson; altri ancora furono statisti, come Jöns Bengtsson Oxenstierna, o capaci amministratori, come Jakob Ulvsson, che si distinse come principe della Chiesa, consigliere del re, mecenate dell'arte e dell'apprendimento, fondatore dell'Università di Uppsala e promotore dell'introduzione della stampa in Svezia. C'erano anche studiosi, come Giovanni Magno, che scrisse la "Historia de omnibus Gothorum sueonumque regibus" e la "Historia metropolitanæ ecclesiæ Upsaliensis", e suo fratello Olaus Magnus, che scrisse la "Historia de gentibus septentrionalibus" e fu l'ultimo Arcivescovo cattolico di Uppsala. Anche Nathan Söderblom si distinse, vincendo il premio Nobel per la pace nel 1930.